# MP3
MP3（エムピースリー、英: MPEG-1 Audio Layer-3）は、音声データを扱うための音響圧縮方式の一つであり、その方式で保存された音声ファイルフォーマットでもある。ファイル拡張子は「.mp3」である。

## 概要
本フォーマットでは、1411.2 kbpsで収録されている音楽CD規格のPCMなどを、後述する範囲内で任意のビットレート・サンプリング周波数等を設定し、圧縮することができる。
狭義のMP3は、ビデオ圧縮規格であるMPEG-1のオーディオ規格として開発された。非可逆圧縮であり、それ以前の規格であるMP1およびMP2を改良したものにあたる。当初は「MPEG-1 Audio Layer-3」の略称だったが、のちに互換性を持つ「MPEG-2 AudioBC（MPEG-2 Audio Layer-3）」が加わったので、合わせて「MPEG-1/2 Audio Layer-3」とすることもある。更に、非公式規格の「MPEG-2.5 Audio Layer-3」を含む場合もある。なお、MPEG-1 Audio Layer-3の仕様はISO 11172-3（JIS X 4323、ただし2011年1月20日に廃止）で規格化されている。規格書は有料であり、それゆえインターネット上では詳細な仕様は公開されていない。
MP1（MPEG-1 Audio Layer-1）、MP2（MPEG-1 Audio Layer-2）は前身規格でありMP3との互換性はない。
また、MP3とMP4の名称が類似していることからMP4が同類のAudio Layer-4と誤解されるケースが見受けられるが、MP4はあくまでMPEG-4の関連規格であり、直接の関連性はない規格である。また逆にMP3がMPEG-3の略称であるとされるケースもあるが、MPEG-3は策定段階でMPEG-2規格に吸収されているため存在せず、これも同様に誤解である。
「MP3」という語は「データ圧縮の規格やそれに基づいて作成されたファイルのフォーマット」を指すが、店頭広告で「MP3が安い」などの表現が使われるために、MP3が携帯型デジタルオーディオプレーヤーそのものであると誤認されることもある。

## 特徴・歴史
MP3圧縮アルゴリズムは1991年12月、ドイツのフラウンホーファーIIS（集積回路研究所）で発明された。
これは1970年代後半、フラウンホーファーの「電話回線で音楽信号を送信する」というアイデアを実現させたものである。
1995年、フラウンホーファーはMPEGレイヤー3のファイル拡張子を「.mp3」と命名。その特許権収入は2005年時点で約1億ユーロに上る。
MP3は、音声の周波数帯域では極端な声質の劣化を伴わずに圧縮でき、音声をデジタル化するために用いられた。後に音楽をCDなどの音源媒体からパーソナルコンピュータ（PC）のハードディスクドライブ（HDD）に取り込む用途で広く普及した。
MP3は音の聞こえ易さの違い（周波数ごとの最小可聴値）や大きな音が鳴った際に、その直前直後や近い周波数の小さな音が聞こえにくくなる現象（時間/周波数マスキング）等の人間の聴覚心理を利用した圧縮を行うため、エンコーダの実装（聴覚心理モデルの調整）次第で圧縮後の再生品質は大きく変化する。
音楽用途の評価が高まると、MP3に対応する携帯型音楽プレーヤーが現われ、これらはMP3プレーヤーと呼ばれている。大容量のHDDを内蔵したプレーヤーなら1万曲以上の楽曲が収録可能であり、MP3による音楽ファイルをCD-RやDVD-Rなどに書き込むなら数百曲や数千曲が収まり、対応しているCD/DVDプレーヤーなどで再生可能である。
ボイスレコーダーでも、三洋電機など以前からMP3形式での録音可能な機種が発売されていたメーカー以外にも、今まで独自規格を採用していたパナソニックやソニー製のボイスレコーダーでも、汎用性等の観点からMP3形式での録音可能な機種が出始めている。
圧縮したデータはサイズの減少から取り回しが容易となるため、通信回線上で転送することも容易となり、インターネットラジオなどで広く用いられる一方、著作権者が再配布を認めていない楽曲の不正配布に用いられることもある。これに対し「MP3にデジタル著作権管理機能が付いていないためだ」という主張などがある。最近の音楽携帯にはこのような事態を防ぐべく、いわゆる著作権保護に対応するためのmp3としてセキュアmp3を採用している企業もある。
MP3が広く普及した要因として、無料のエンコーダ・デコーダソフトウェアが入手可能な点が挙げられる。1998年以降にはドイツのフラウンホーファー協会とフランスのトムソン社がライセンスの保有を主張しているが、自由ソフトウェアライセンスで提供されているLAMEなどの無料のエンコーダやWindows Media Playerなどの無料の再生ソフトウェアが入手できたため、普及を妨げることはなかった。Windowsにおいては1999年11月にリリースされたWindows Media Player 6.4でMP3が標準対応になり、爆発的に普及することになった。
MP3の後継規格としては、後発の標準規格「AAC」が「iTunes」「mora」「iPod」「着うた」などで用いられている。また同様にMP3の代替を目的とした後発規格としてマイクロソフトが開発した「WMA」や、特許の制約を受けない完全にフリーなコーデックとして開発された「Vorbis」、可逆圧縮コーデックとして開発された「FLAC」、ソニーが開発した「ATRAC」などがある。
なお、WMAやATRACについては、デジタル著作権管理の機能が備わっているために、ネット上での音楽配信サービスを行う事業者が採用する傾向がある。また、FLACは可逆圧縮のほか、ハイレゾ級のサンプリング周波数（主に96kHz、192kHz）・量子化ビット数（主に24bit）を用いた超高音質の音楽配信などが可能などという利点から採用される機会が広がりつつある。

## 仕様
| 項目                   | 規定 |
| ---------------------- | --- |
| アルゴリズム           | - 帯域分割フィルタとMDCT（変形離散コサイン変換）による周波数領域データへの変換 - 聴覚心理に基づいた周波数領域での適応的ビット割り当て - ハフマン符号化によるビットストリームの可逆圧縮 |
| サンプリング周波数     | - 32 kHz, 44.1 kHz, 48 kHz (MPEG-1 Audio Layer-3) - 16 kHz, 22.05 kHz, 24 kHz (MPEG-2 Audio Layer-3) - 8 kHz, 11.025 kHz, 12 kHz (MPEG-2.5 Audio Layer-3) |
| 入力サンプリング精度   | 制限なし |
| チャンネル数           | - 1ch（モノラル） - 2ch（ステレオ） |
| ビットレート           | - 32 kbps, 40 kbps, 48 kbps, 56 kbps, 64 kbps, 80 kbps, 96 kbps, 112 kbps, 128 kbps, 160 kbps, 192 kbps, 224 kbps, 256 kbps, 320 kbps (MPEG-1 Audio Layer-3) - 8 kbps, 16 kbps, 24 kbps, 32 kbps, 40 kbps, 48 kbps, 56 kbps, 64 kbps, 80 kbps, 96 kbps, 112 kbps, 128 kbps, 144 kbps, 160 kbps (MPEG-2/2.5 Audio Layer-3) |
| チャンネルカップリング | - 和差（ミッドサイド）ステレオ - 共包絡（インテンシティ）ステレオ |
| ビットレート制限       | - 最小32 kbps、最大320 kbps (MPEG-1 Audio Layer-3) - 最小8 kbps、最大160 kbps (MPEG-2/2.5 Audio Layer-3) |
| MIME Type              | - audio/mpeg - audio/MPA - audio/mpa-robust 独自拡張として、以下を用いるソフトウェアも存在する - audio/mp3 - audio/mpg - audio/x-mp3 - audio/x-mpeg - audio/x-mpg - x-audio/mp3 - x-audio/mpeg - x-audio/mpg |
| ストリーミング         | 未対応 |
| チェックサム           | オプション |
| コピーガード           | 未対応 |
| タグ情報               | ID3タグ (ID3v1, ID3v2) |
| コンテナ対応           | - ASF - AVI - Ogg - OGM - Matroska - MOV - MP4 - MPEG-2システム - WAV (RIFF) |
| ギャップレス再生       | 未対応（要MP3 Info (LAME Tag) フレーム対応エンコーダ・プレイヤー） |

### ローパスフィルター（LPF）

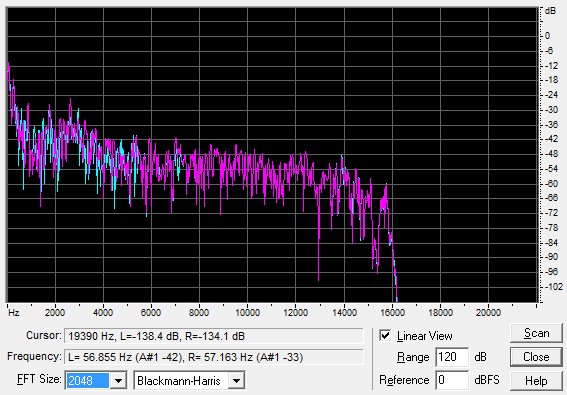
16 kHz LPF処理

MP3では比較的低ビットレートでのエンコード時に16 kHz付近でLPFを掛けるエンコーダが多い。これはフォーマット上の制約から高周波成分の記録には多くのデータ量を必要とするため、全体の品質を保つためにはビットレートを大きく上げなければならなくなるからである。
LPFを外せばスペクトログラム上での見かけは周波数特性が良くなったように見えるが、聴覚上の品質は低下している事が多い。カットオフ周波数を低くすると、特にビットレートの低い場合で聴覚上の音質が向上する。高ビットレートでのエンコードでは高周波成分の記録にゆとりが出てくるので、ビットレートに応じてLPFのカットオフ周波数を変えるエンコーダがほとんどである。

### メタデータ
メタデータはファイルに楽曲情報などを持たせる規格で、ID3タグやXingなどが存在する。

#### ID3
ID3には、ファイルの末尾に付加されるID3v1と、ファイルの先頭に付加されるID3v2が存在する。なお、ID3v1とID3v2の両方をファイルに埋め込んでもよい。

#### Xing
MP3のデータ情報を持たせる規格。可変ビットレート（VBR）のファイルの再生時間を算出する為に用いられる事が多いことからVBRタグとも呼ばれる。

## 関連技術
MPEG-2にもAudio Layer-3が存在し、同様にMP3と呼ばれるが、規格上ではMPEG-2 AudioBC（backward compatible）が正式である。この規格では圧縮方式は同じだが、ビットレートの低いメディアのための高圧縮率対応やマルチチャンネル対応がなされている。この形式はヨーロッパ向けのDVDで採用されている。

### MPEG-1/2 Audio Layer-1
通称「MP1」と呼ばれ、拡張子は「.mpa」か「.mp1」。
PCMデータの周波数帯域を帯域分割フィルタを用いて32個のサブバンドに分け、聴覚心理モデルに基づいてサブバンド毎に量子化する。各サブバンドはさらなる帯域分割細分化が行われない（MDCTは使わない）。また、ハフマン符号化による可逆圧縮も行われない。そのためビットレートがかなり高く、約1/4にしか圧縮できないが、エンコードが非常に速い。PASCとしてデジタルコンパクトカセット（以下DCC）で採用されている。基本ビットレートは320 kbps（DCCでは384 kbps）。

### MPEG-1/2 Audio Layer-2
通称「MP2」と呼ばれるMP3の前身規格。拡張子は「.mp2」か「.mpc」。比較的普及率の高い音声圧縮フォーマット。
Video-CDやCSデジタル放送（日本国内ではスカパー!）をはじめ、D-VHS、DVD-Video、Blu-rayまで採用され、殆どの規格の基本フォーマットとして使われている。圧縮アルゴリズムはMP1とほぼ同様であり、MDCTを用いた各サブバンドごとのさらなる帯域分割細分化は行われないし、ハフマン符号化による可逆圧縮も行われない。圧縮効率はMP1より高まっているが、約1/7程度に留まっている。基本ビットレートは特に規定は無いがVideo-CDに使われている224 kbps、または256 kbpsが標準として用いられる場合が多い。

### MPEG-2 Audio Layer-3
通常はMPEG-2 AudioBCと呼ばれることが多い。サンプリング周波数の低いMP3に使われる規格で、主に24 kHzと22.05 kHz、16 kHzで扱われる。他はMPEG-1 Audio Layer-3と変わらない。他にもMPEG-2.5が存在している。
なお24 kHz以下のサンプリング周波数のものはすべてこれと見なせる為、WindowsのWAVに標準で使えるMPEG Layer-3コーデックがこれとなる。

### MPEG-1 Audio Layer-4
ここで言うMP4は、一般的に言われるMP4とはまったく別である。
MP3からの派生品にMP4（MPEG-1 Audio Layer-4）がある。これは圧縮技術ではなく著作権保護を目的とした規格として開発され、音声部分の技術はMP3と変わらなかった。
利便性が悪く、更にMP3プレイヤーなどでは再生できないという互換性の問題も生じている。その後、MP3よりも高圧縮、高音質で著作権保護を謳う「WMA」や「AAC」などの登場により、またコンテナ形式の一種であるMP4コンテナ（MPEG-4 Part 14）の登場により普及どころか殆どその名を残さずに終ってしまっている。

### mp3PRO
2001年に発表された、MP3をベースに圧縮率を向上させた規格。ほとんど普及していない。

### MP3 Surround
MP3を最大5.1チャンネルに拡張したサラウンド音声フォーマット。2004年発表。ほとんど普及していない。

### mp3HD
2009年にトムソン社が発表した可逆圧縮音声フォーマット。他のロスレスフォーマット（FLAC、Apple Lossless、WMA Lossless等）と同程度の圧縮率（概ね50パーセント）で可逆圧縮を行う。従来のMP3のストリームも格納されるため、非対応の機器やソフトウェアでもMP3部分が再生可能。ほとんど普及していない。

## 特許と代替技術
mp3PRO、AAC、MP2はMP3とほぼ同じような音響心理学モデルを利用している。フラウンホーファーがこれらのフォーマットの多くの基本特許を持っており、ドルビー、ソニー、Thomson Consumer Electronics、AT&Tも同様である。他にオープンソースの圧縮フォーマットであるOpus、Vorbisがあり、フリーで特許の制約がない。新しい音声圧縮フォーマットの一種であるAAC、WMA Pro、VorbisはMP3エンコーダーにあるようなMP3フォーマット固有の制限に縛られない。
フラウンホーファーは2017年4月23日、MP3に関する各種特許の保護期間が終了したと発表し、アメリカの公共ラジオ局ナショナル・パブリック・ラジオが同年5月11日に、フラウンホーファーが所有するmp3技術のライセンス販売のライセンス期限が4月23日に終了した旨を報じている。これにより、これら特許がカバーしてきたMP3の基本技術はパブリックドメインとなった。
非可逆圧縮フォーマットのほかに可逆圧縮コーデックがMP3の意義深い代替になりうる。可逆圧縮は音声の中身を変えないが容量は非可逆圧縮よりも増大する。可逆圧縮にはFLACやApple Losslessなどがある。